# Barragem de Arcossó
A Barragem de Arcossó, ou Barragem de Nogueirinhas, foi construída sobre o leito da Ribeira de Arcossó próximo da povoação de Nogueirinhas, mas em território da Freguesia de Santo António de Monforte, no Município de Chaves, Distrito de Vila Real, em Portugal. A barragem foi projectada em 1991 e entrou em funcionamento em 1999.

## Barragem
É uma barragem de aterro. Possui uma altura de 40 m acima da fundação e um comprimento de coroamento de 315 m. O volume da barragem é de 386.620 m³. Possui uma capacidade de descarga máxima de 4,9 (descarga de fundo) + 85 (descarregador de cheias) m³/s.

## Albufeira
A albufeira da barragem apresenta uma superfície inundável ao NPA (Nível Pleno de Armazenamento) de 0,412 km² e tem uma capacidade total de 4,876 Mio. m³. As cotas de água na albufeira são: NPA de 537 metros, NMC (Nível Máximo de Cheia) de 538,25 metros e NME (Nível Mínimo de Exploração) de ... metros.